# جان اوستروم
 جان اوستروم (انگلیسی: John Ostrom؛ ۱۸ فوریهٔ ۱۹۲۸ – ۱۶ ژوئیهٔ ۲۰۰۵) یک دانشمند اهل ایالات متحده آمریکا بود.